# Masayoshi Kashiwagi
Masayoshi Kashiwagi (* 23. Februar 1949 auf Hokkaidō) ist ein ehemaliger japanischer Skirennläufer.

## Karriere
Kashiwagi gab sein internationales Renndebüt bei den Weltmeisterschaften 1970, wobei er bereits in der Qualifikation für das Slalomrennen ausschied. 1972 wurde er für die Olympischen Winterspiele in Sapporo nominiert, wobei er Rang 18 im Slalom belegte, im Riesenslalom wurde er disqualifiziert. Kurz darauf gewann er bei der Winter-Universiade in Lake Placid die Silbermedaille im Slalom.
Den größten Erfolg seiner Karriere feierte Kashiwagi 1973 beim Weltcupslalom in Naeba Ski Resort als er den 10. Rang belegte und seine ersten und einzigen Weltcuppunkte gewann.
1976 beendete er seine Karriere als Amateurrennläufer und wechselte ins amerikanische Profilager, wo er noch drei weitere Jahre fuhr, bevor er seine Karriere schließlich endgültig beendete.

## Privates
Seine Tochter Kumiko Kashiwagi war ebenfalls als Skirennläuferin aktiv.

## Erfolge

### Olympische Winterspiele
- Sapporo 1972: 18. Slalom, DSQ Riesenslalom

### Weltmeisterschaften
- Gröden 1970: DNQ Slalom[2]
- Sapporo 1972: 18. Slalom, DSQ Riesenslalom

### Weltcup
- Eine Platzierung unter den besten 10

### Universiade
- Lake Placid 1972: 2. Slalom